# Élections municipales de 1983 à Mulhouse
Pour les articles homonymes, voir Élections municipales à Mulhouse.
Les élections municipales ont eu lieu les 6 et 13 mars 1983 à Mulhouse.

## Sondages

### Premier tour
| Sondeur | Date              | Panel | PS     | Verts    | UDF    | UDF      | Divers |
| Sondeur | Date              | Panel | Bockel | Waechter | Klifa  | Kienzler | Taesch |
| ------- | ----------------- | ----- | ------ | -------- | ------ | -------- | ------ |
| Sondeur | Date              | Panel |        |          |        |          |        |
| Iserco  | 8-16 février 1983 | 611   | 37,7 % | 4 %      | 33,6 % | 22,5 %   | 2,1 %  |

### Second tour
| Sondeur | Date              | Panel | PS     | Verts    | UDF   | UDF      |
| Sondeur | Date              | Panel | Bockel | Waechter | Klifa | Kienzler |
| ------- | ----------------- | ----- | ------ | -------- | ----- | -------- |
| Sondeur | Date              | Panel |        |          |       |          |
| Iserco  | 8-16 février 1983 | 611   | 48 %   | 4 %      | -     | 48 %     |
| Iserco  | 8-16 février 1983 | 611   | 42 %   | 8 %      | 50 %  | -        |

## Résultats
- Maire sortant : Joseph Klifa (UDF-PSD)

| Tête de liste            | Tête de liste     | Liste    | 1er tour | 1er tour | 2d tour | 2d tour | Sièges |
| Tête de liste            | Tête de liste     | Liste    | Voix     | %        | Voix    | %       | Sièges |
| ------------------------ | ----------------- | -------- | -------- | -------- | ------- | ------- | ------ |
|                          | Joseph Klifa*     | UDF      | 16 295   | 38,74 %  | 26 260  | 62,34 % | 45     |
|                          | Jean-Marie Bockel | PS-PCF   | 11 984   | 28,49%   | 15 864  | 37,66 % | 10     |
|                          | Alphonse Kienzler | UDF-RPR  | 9 530    | 22,66 %  |         |         |        |
|                          | Antoine Waechter  | Verts PÉ | 3 037    | 7,22 %   |         |         |        |
|                          | Dominique Taesch  | DIV      | 1 243    | 2,88 %   |         |         |        |
| * Liste du maire sortant |                   |          |          |          |         |         |        |

Inscrits : 65 380 et Exprimés : 42 124

## Composition du conseil municipal
Liste non exhaustive des conseillers municipaux :
Liste Bockel (10 élus) :
- Jean-Marie Bockel
- Pierre Freyburger

## Anecdotes
- Entrée au conseil municipal de Jean-Marie Bockel, futur maire de Mulhouse (1989-2010), élu sur sa liste (1re position)